# Ковальчук, Михаил Самсонович
Михаил Самсонович Ковальчук (1924—1995) — советский горный инженер, лауреат Ленинской премии.
Место рождения: п. Ковальчуковка Омского уезда Омской губернии (сейчас — Павлоградский район) (деревня упразднена в 1961 году).
В 1942—1943 гг. обрубщик угля на шахте в Кузнецком бассейне.
В 1943—1948 гг. студент Донецкого индустриального института.
В 1948—1950 гг. мастер смены, затем заместитель главного инженера шахты «Маганак». В 1950—1953 гг. главный инженер, с 1953 г. начальник шахты «Байдаевская» (г. Сталинск) треста «Куйбышевуголь».
Член КПСС с 1948 года.
Лауреат Ленинской премии 1958 года (в составе авторского коллектива) — за создание скоростного проходческого комбайна «ПКГ» для проведения подготовительных выработок и нарезных работ в пологопадающих пластах средней мощности.
После выхода на пенсию жил в городе Курганинск Краснодарского края.